# Rober (karty)
Rober (ang. rubber) – zamknięty fragment gry w takich grach, jak wist, brydż licytowany, plafon, czy brydż kontraktowy. Po zakończeniu robra podlicza się wyniki gry obu par i ustala, która para zwyciężyła.
Rober składa się z dwóch partii (ang. game) wygranych przez jedną z rywalizujących par. Do wygrania partii potrzebne jest zdobycie określonej liczby punktów za wzięte lewy. Przykładowo w wiście liczba punktów na partię była ustalana każdorazowo przed grą (około 5–7). Punktowano po 1 punkcie za każdą lewę powyżej sześciu dla danej pary.
W brydżu licytowanym na pierwszą i na drugą partię należało zdobyć 30 pkt. Punktowano za każdą lewę zadeklarowaną i wziętą powyżej sześciu, ale także za „nadróbki”: po 6 punktów, gdy kolorem atutowym były trefle, po 7 punktów za kara, po 8 za kiery, po 9 za piki, po 10 za bez atu.
W plafonie było to 30 pkt. na partię i 40 pkt. na robra, przy czym tak samo jak w brydżu licytowanym, punktowano poszczególne kolory atutowe i bez atu, ale na partię zapisywano tylko lewy zadeklarowane i wzięte.
We współczesnym brydżu kontraktowym jest to 100 pkt. na partię i 100 na drugą partię, czyli na robra. Punktuje się za lewy zadeklarowane i wygrane powyżej sześciu: po 20 pkt. przy grze w trefle lub kara, po 30 pkt. za kiery lub piki, a przy grze w bez atu 40 pkt. za pierwszą lewę i po 30 pkt. za pozostałe lewy.
W brydżu porównawczym nie ma pojęcia robra, gdyż każde rozdanie jest osobnym fragmentem gry. Natomiast funkcjonują tam pojęcia pierwszej i drugiej partii lub inaczej dogranej, ale wymagane na partię punkty trzeba zdobyć w jednym rozdaniu.